# Pauesia anatolica
Pauesia anatolica är en stekelart som beskrevs av Michelena, Assael och Mendel 2005. Pauesia anatolica ingår i släktet Pauesia och familjen bracksteklar. Inga underarter finns listade i Catalogue of Life.